# Pascoal Mocumbi
Pascoal Mocumbi (Moçambique, 10 de abril de 1941 - 25 de março de 2023) foi um médico e político moçambicano.
Foi um dos fundadores da Frente de Libertação de Moçambique (FRELIMO).
Era associado à Casa dos Estudantes do Império.

## Formação
Estudou medicina em Portugal e também na França, na década de 1960.

## Político
Foi Ministro da Saúde, dos Negócios Estrangeiros (entre 1987 e 1994) e Primeiro-ministro do Governo de Moçambique de 1994 até 2004. Deixou o cargo em 17 de fevereiro de 2004 para se candidatar a Director-Geral da OMS (Organização Mundial da Saúde), cargo para o qual não conseguiu ser eleito.
Foi Alto Representante da Parceria dos Países Europeus e Países em Via de Desenvolvimento para os Ensaios Clínicos.